# Gammbodtjärnen (Ramsele socken, Ångermanland, 706025-150414)
Gammbodtjärnen är en sjö i Sollefteå kommun i Ångermanland och ingår i Ångermanälvens huvudavrinningsområde.